# Aeschynomene paucifoliolata
Aeschynomene paucifoliolata är en ärtväxtart som beskrevs av Marc Micheli. Aeschynomene paucifoliolata ingår i släktet Aeschynomene och familjen ärtväxter. Inga underarter finns listade i Catalogue of Life.